# Palacio de Buckingham
El palacio de Buckingham (en inglés Buckingham Palace) es la residencia oficial 
del monarca británico en Londres. También se utiliza para ceremonias oficiales, visitas de Estado y visitas turísticas. Es famoso por albergar una parte sustancial de la Royal Collection, extraordinario conjunto de obras artísticas fruto del coleccionismo real. El palacio o la explanada frente a él se ha convertido en un punto de reunión de los británicos en tiempos de calamidad, de crisis o de festividad. «El Palacio de Buckingham» o, simplemente, «El Palacio», también es la metonimia utilizada para designar la fuente de comunicados de prensa provenientes de la familia real británica.
El palacio, originalmente conocido como Buckingham House, era en un principio un petit hôtel construido para John Sheffield, el primer duque de Buckingham y Normanby en 1703 y adquirido por el rey Jorge III en 1762 para convertirlo en residencia pública. En los siguientes 75 años sufrió una serie de ampliaciones dirigidas por los arquitectos John Nash y Edward Blore (1850), creándose tres alas que conforman un patio central abierto. Con la llegada al trono de la reina Victoria del Reino Unido, el Palacio de Buckingham pasó a ser la residencia oficial de la monarquía. Durante los siglos XIX y XX se hicieron algunas reformas en el palacio, como la que se llevó a cabo en 1913 (a cargo de Aston Webb) y que dio al palacio su fachada principal actual, incluido el balcón desde donde saluda la familia real.
El interior georgiano original del siglo XIX, el cual aún se conserva, se compone de brillantes escayolas con incrustaciones de lapislázuli azul y rosa. Eduardo VII redecoró el palacio añadiendo una decoración Belle Époque en tonos crema y dorados. Algunos salones de recepción están decorados en estilo chino con muebles provenientes del pabellón real de Brighton y de Carlton house. El palacio cuenta con 777 habitaciones y los jardines del palacio constituyen los jardines privados más grandes de Londres. Fueron creados originalmente por Capability Brown, pero rediseñados por William Townsend Aiton y John Nash. El lago artificial fue creado en 1828 y recibe agua del lago Serpentine, el lago que se encuentra en el Hyde Park.

## Historia

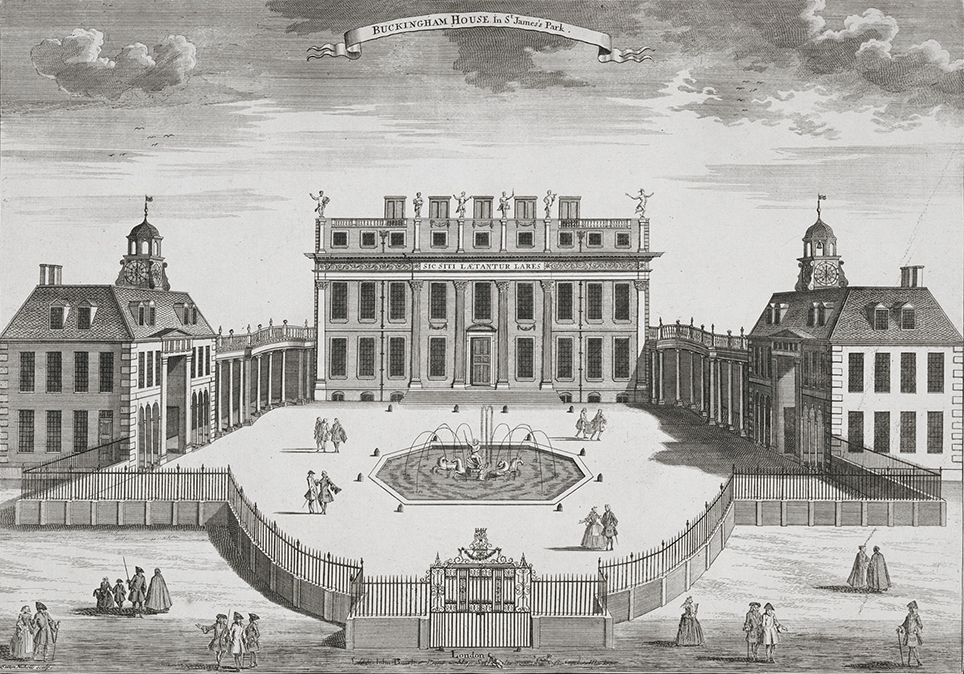
Buckingham c. 1710, tal y como lo diseñó William Winde para el primer duque de Buckingham.

La primera edificación construida en el lugar donde ahora se encuentra el palacio fue la casa Goring, construida en 1633 por lord Goring. Sin embargo, la casa que constituye el núcleo original del palacio fue construida por John Sheffield, el I duque de Buckingham y Normamby, en 1703. Esta casa fue diseñada por el arquitecto William Winde, construyendo un gran bloque central de tres pisos y dos edificios anexos más pequeños.
La casa fue vendida por su hijo al rey Jorge III en 1762. Se pensó utilizar el edificio como residencia privada para la familia real, particularmente para la reina Carlota. Mientras tanto, el Palacio de St. James se seguiría usando como residencia oficial y ceremonial del rey. De hecho, los embajadores actuales se acreditan ante la «corte de St. James», aunque sea en Buckingham donde presenten sus credenciales al rey.

### De casa a palacio
La reina Carlota murió en 1818 y dos años más tarde lo haría su marido Jorge III. El heredero, Jorge IV decidió ampliar Buckingham para dedicarlo junto con St. James a los actos de estado, pero en 1826 decidió convertir Buckingham en un palacio real. Encargó a John Nash la construcción de su proyecto. El nuevo edificio se construyó en piedra utilizando un estilo neoclásico francés. Se crearon dos alas más dejando un patio interior abierto. Esta es la estructura que se mantiene hasta la actualidad, salvo la fachada este que cierra el patio, que es de más reciente creación. En ese lugar se encontraba un impresionante arco de triunfo inspirado en el arco de Constantino de Roma, cuyo coste fue de 34 450 libras esterlinas. Jorge IV quería coronarlo con una estatua ecuestre suya. Sin embargo el monarca murió antes y el Parlamento decidió instalar la estatua en Trafalgar Square.

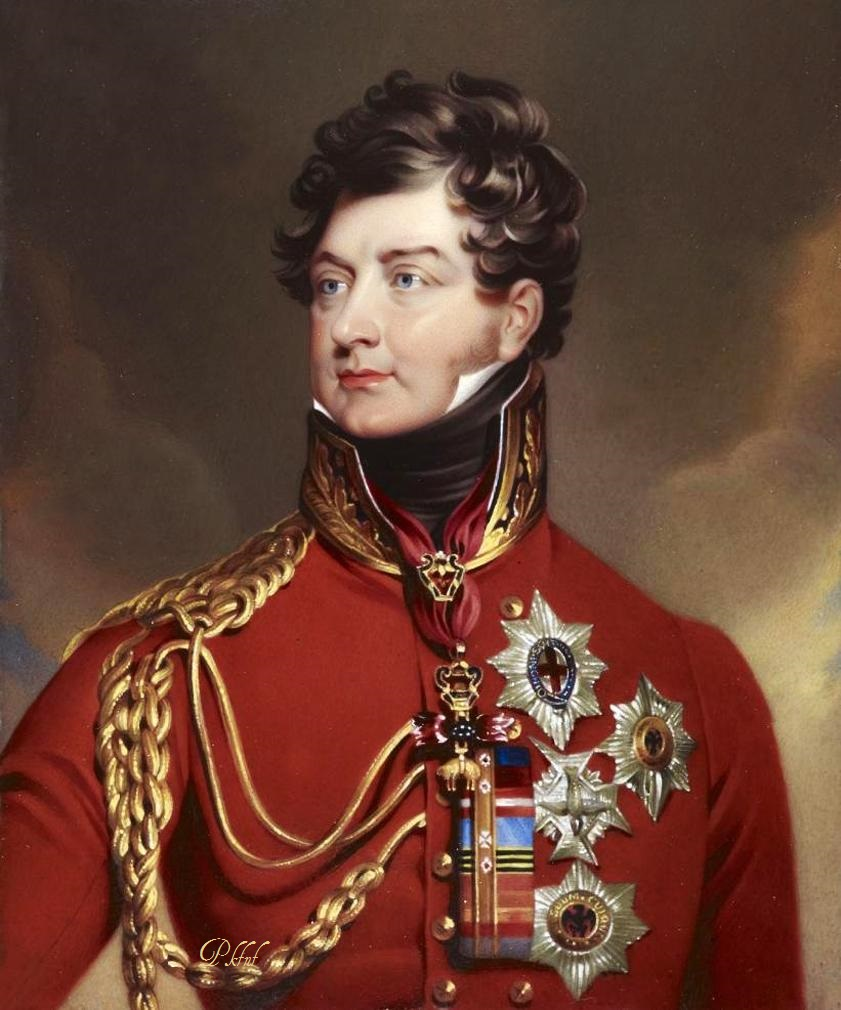
Jorge IV.

Se quería también que los interiores del palacio fueran de una belleza incomparable. Jorge IV había encargado el diseño interior a Charles Long, quien basaba sus obras en la escayola y las incrustaciones de lapislázuli. La muerte de Jorge IV en 1830 produjo que no se completara la decoración de los interiores hasta el reinado de Guillermo IV, un hombre de gustos sencillos.
En los años previos a la muerte de Jorge IV, el coste del aún no finalizado palacio estaba causando quejas en el parlamento y en la prensa. Guillermo IV eligió a Edward Blore como jefe de obra, que llevó a cabo un modelo similar al proyectado por Nash pero a un precio menor. El costo total de la remodelación del palacio ascendió a 719 000 libras.
Aunque los reyes celebraban actos y recepciones en los salones de Estado del palacio nunca residieron en él, ya que preferían Clarence House. Es remarcable el gesto del rey cuando se quemó el palacio de Westminster ofreciendo Buckingham al pueblo, para usarlo como sede del parlamento. Esta oferta fue rechazada y se reconstruyó Westminster.
La mayoría de los salones de recepción fueron amueblados en esa época y aún se mantienen en la actualidad. Utilizan el estilo chino con muebles del pabellón real de Brighton y de Carlton house.

### Durante el reinado de Victoria

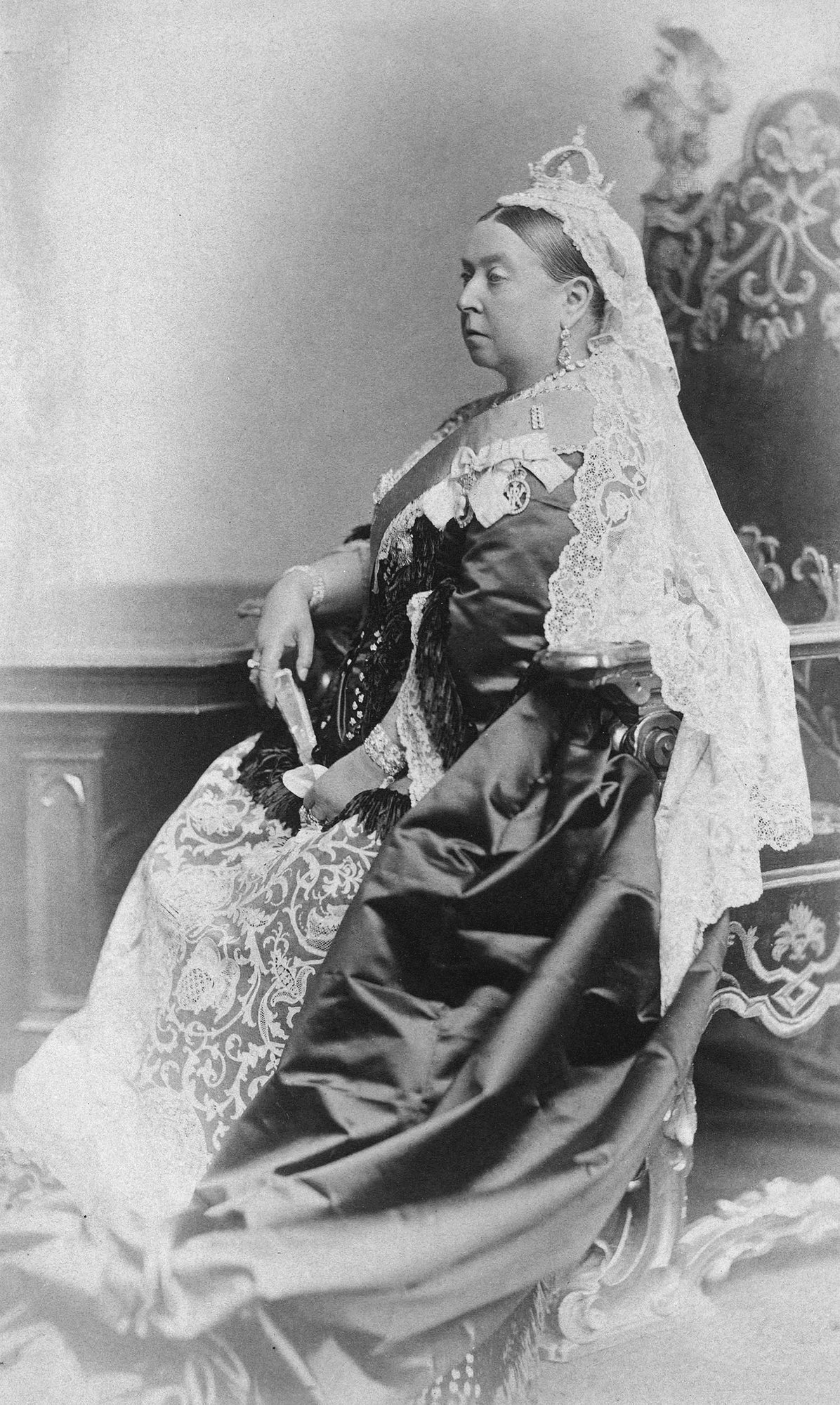
La reina Victoria.

Con la llegada de la reina Victoria al trono en 1837, el palacio de Buckingham pasó a convertirse en residencia real. Mientras que los salones de estado se caracterizaban por la infinidad de colores, las necesidades del nuevo palacio pasaban por ser menos lujosas. Se sabe que las chimeneas expulsaban tanto humo que tuvieron que dejar de encenderlas, dándole al palacio una gélida magnificencia. La ventilación era tan mala que el interior desprendía mal olor, y cuando se decidió instalar lámparas de gas, hubo una seria preocupación sobre los posibles escapes de gas en las plantas inferiores. También se criticaba la dejadez de los trabajadores y la suciedad que reinaba en palacio. Cuando la reina contrajo matrimonio con el príncipe Alberto de Sajonia-Coburgo-Gotha, este pasó a ocuparse de los asuntos internos del palacio y de los empleados. Se solucionaron todos los problemas y los constructores pudieron finalmente rematarlo en 1840.

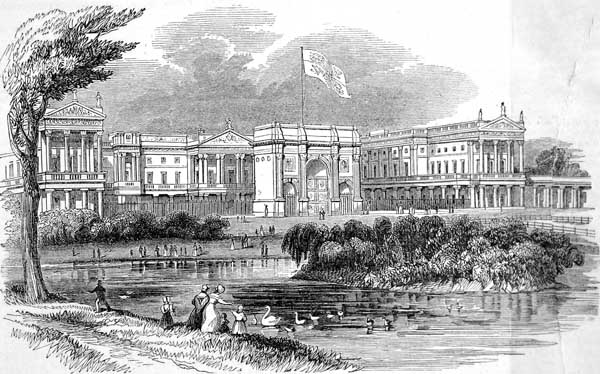
El palacio en 1842, en el que se muestra el arco Marble, que servía como entrada ceremonial al palacio. Se trasladó al ala este construida en 1847.

La gran ala este del palacio (actualmente la fachada principal del mismo) fue construido después del matrimonio de la reina Victoria. En 1847, la pareja encontró el palacio demasiado pequeño para la vida de la corte y su creciente familia. Así que se decidió cerrar el patio para convertirlo en un patio interior. En esta ala se encuentra el balcón desde el que la familia real saluda a sus súbditos.
Desde antes de la muerte del príncipe Alberto, se conocía la pasión de la reina Victoria por la música y el baile y los grandes músicos de la época eran llevados a palacio para interpretar sus obras. Mendelssohn actuó en tres ocasiones, Strauss y su orquesta actuaron en el palacio cuando se estrenó la obra del compositor, «polka de Alicia», en honor a la princesa Alicia. Durante esa época el palacio de Buckingham era el escenario de imponentes bailes, de ceremonias reales rutinarias, de investiduras y de presentaciones.
La reina Victoria decidió trasladar el Arco de mármol (Marble Arch), la antigua entrada al palacio, a su localización actual, cerca Speakers' Corner, en el Hyde Park. Tras la muerte de su marido, la reina Victoria abandonó Buckingham y se trasladó al Castillo de Windsor. La actividad de la corte siguió llevándose a cabo en el Castillo de Windsor, y Buckingham quedó relegado a la sombra de la reina Victoria.

### ElsigloXX

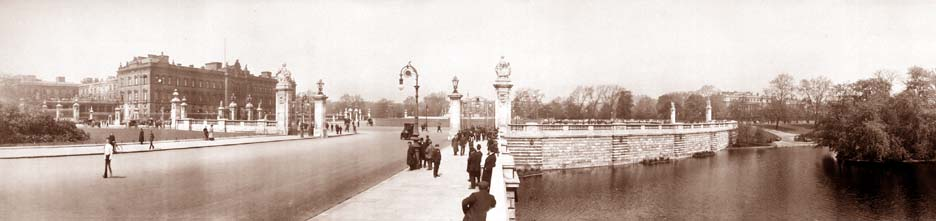
Vista de Buckingham en 1909.

En 1901 llegó al trono el rey Eduardo VII, llenando de vida al palacio. El nuevo rey y su mujer la reina Alejandra eran el exponente de la clase alta británica y su grupo de amigos, conocidos como el grupo de Marlborough House, eran consideradas las gentes más eminentes de la época. Los salones del palacio, especialmente el salón de baile, la Sala del trono y vestíbulos y galerías fueron redecorados en un estilo Belle époque de tonos dorados. Esta decoración se mantiene hoy en día. De nuevo, el palacio se convirtió en el centro del Imperio británico. Mucha gente opina que la decoración que implantó este monarca no es acorde con el diseño original del palacio.
La última gran reforma del edificio tuvo lugar bajo el reinado de Jorge V, cuando en 1913, Aston Webb rediseñó la fachada este, para simular el Lime Park de Cheshire. Esta fachada fue diseñada para ser el telón de fondo del monumento a Victoria, una gran estatua en memoria de la reina Victoria. Jorge V, que sucedió a Eduardo VII en 1910, tenía una personalidad más seria que su padre, lo que quedó reflejado en la vida del palacio. Un gran énfasis fue puesto en las ceremonias oficiales y deberes reales olvidando en parte los momentos de ocio. La mujer de Jorge V, la Reina María era una estudiosa de las artes y puso un gran interés en la colección de muebles y obras de arte. La reina también mandó añadir nuevas chimeneas de mármol en estilo imperio.

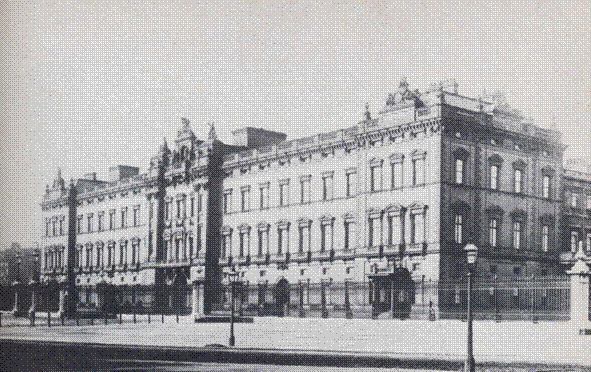
La fachada este fue completada en 1850. Aquí se muestra el aspecto en 1910, antes de la remodelación de 1913.

También fue ella la responsable de la decoración del Salón Azul. Este salón, de 21 metros de largo es considerado por los expertos como el más hermoso de todos cuantos componen el palacio. En 1999 este contaba con 19 salones de Estado, 52 dormitorios principales, 188 habitaciones de empleados, 92 oficinas y 78 baños. Aunque parezca grande, es de dimensiones menores al Palacio Real de Madrid y minúsculo en comparación con la Ciudad Prohibida de Pekín y el Potala del Tíbet. El tamaño se puede observar mejor desde dentro, observando el patio interno. En 1938 se llevó a cabo una pequeña reforma, convirtiendo el pabellón noroeste diseñado por Nash en una piscina.

### Guerras mundiales
Durante la Primera Guerra Mundial, el Palacio, por entonces residencia del rey Jorge V y la reina María, no fue bombardeado. Los objetos de mayor valor de la Royal Collection fueron evacuados a Windsor pero la familia real se quedó en Londres. El mayor cambio de la vida en palacio durante la guerra fue la persuasión que hizo el gobierno sobre el rey para que cerrara la bodega y se abstuviese de beber alcohol con el fin de dar buen ejemplo a las clases bajas supuestamente alcoholizadas.
Estas siguieron bebiendo mientras que el rey tuvo que mantener su abstinencia. Eduardo VIII contó más tarde a un biógrafo que su padre obtenía un vaso de vino de Oporto todas las mañanas, mientras que la Reina bañaba su macedonia de fruta en champán. Los hijos de los reyes fueron fotografiados en la época sirviendo té a los oficiales encargados de la seguridad del palacio.
Durante la Segunda Guerra Mundial el palacio sí sufrió daños. Fue bombardeado en más de siete ocasiones, ya que los nazis pensaban que demoler el palacio desmoralizaría a la nación. Una bomba cayó en el patio interior mientras los reyes Jorge VI e Isabel estaban en él, aunque si bien hubo daños materiales no los hubo personales. Sin embargo, estaba expresamente prohibido relatar esos hechos en público. El bombardeo más serio fue el que destrozó la capilla real en 1940. La cobertura del bombardeo se mostró en todas las salas de cine del país para mostrar el sufrimiento común de ricos y pobres. El rey y la reina fueron filmados mientras inspeccionaban los destrozos causados por las bombas en el palacio. En ese momento, la reina pronunció una de sus frases más célebres: «estoy contenta de que hayan bombardeado nuestra casa, ahora puedo mirar a las gentes del East End a los ojos». Se ha relatado que en algunas visitas reales a lugares bombardeados, el pueblo recibía a la familia real con abucheos y no con signos de júbilo. No obstante se ha remarcado que los abucheos iban dirigidos al ministro que acompañaba a los monarcas. Esto quedó reflejado en el periódico The Sunday Graphic de la siguiente manera:

El rey y la reina han sufrido las mismas penurias que sus súbditos. Por segunda vez, un bombardeo alemán ha intentado llevar a la casa de sus majestades la muerte y la destrucción. Al final de la guerra, el peligro común que el rey Jorge y la reina Isabel han compartido con su pueblo se convertirá en un recuerdo entrañable y en una fuente de inspiración para los años venideros.

El 15 de septiembre de 1940, un piloto de la RAF, Ray Holmes, embistió un Dornier Do 17 alemán que creyó que iba a bombardear el palacio. Como se había quedado sin munición decidió hacer colisionar su avión con el enemigo y saltó. De hecho, el avión alemán iba vacío. Ya había sufrido daños, dos miembros de su tripulación habían muerto y el piloto Robert Zehbe había abandonado el avión en paracaídas. Tomó tierra cerca de The Oval, fue atacado por una muchedumbre y falleció a causa de las heridas recibidas. El bombardero alemán perdió su cola tras ser embestido y se estrelló en la parte delantera de Victoria Station. Mientras caía en barrena se soltaron sus bombas y una de ellas dañó el palacio de Buckingham. El piloto británico sobrevivió, fue nombrado King's Messenger al terminar la guerra y murió en 2005 con 90 años.
Eleanor Roosevelt visitó Inglaterra durante la Segunda Guerra Mundial. La prensa de la época, ansiosa por mostrar las penurias de los monarcas, publicó que los objetos de valor habían sido trasladados al campo para evitar destrozos. En ese caso, dado el rango de la esposa del presidente de Estados Unidos, se dijo que se le ofreció la única habitación confortable que quedaba, el dormitorio personal de la reina Isabel. Sin embargo es posible que esta historia sea inventada pues ahora se sabe que durante la Segunda Guerra Mundial, la familia real pasó muchas noches en el Castillo de Windsor. Es extraño que hubieran dejado a la señora Roosevelt en un palacio vacío para hacer frente sola a una noche de bombardeos.
El 8 de mayo de 1945 el Palacio fue el centro de las celebraciones británicas, con el rey, la Reina y la princesa Isabel (futura reina) y la princesa Margarita saludando desde el balcón, con ventanas destrozadas a sus espaldas.
Hoy se puede visitar.

## Interior

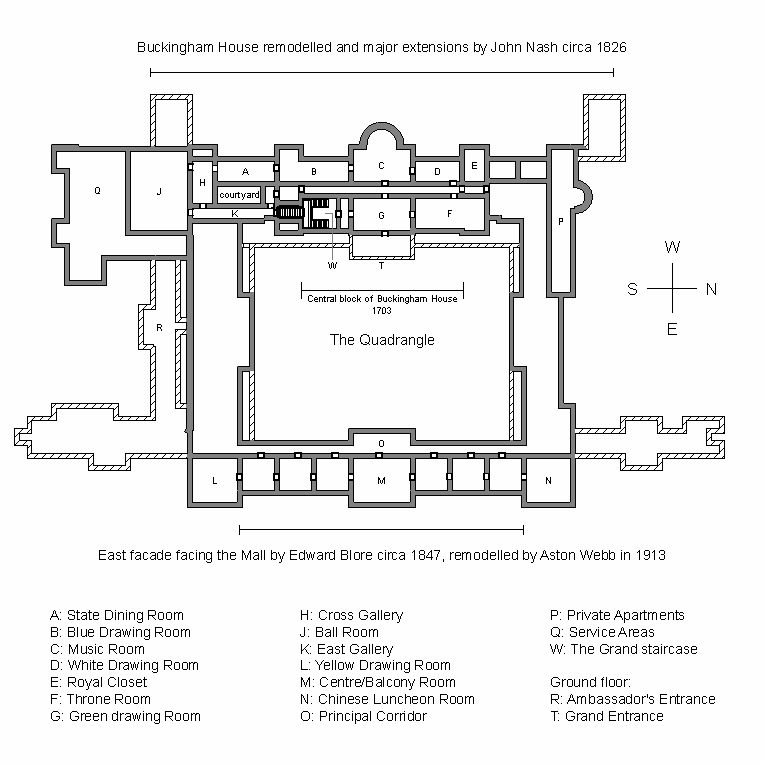
Planta noble de Buckingham.Planta baja.
R: Entrada de embajadores
T: Gran entrada
Nota: Boceto sin escala con simple función de referencia.

Los principales salones del palacio se encuentran en la zona noble, detrás de la fachada este. Lo primero que aparece es el Salón de Música, cuyo gran arco domina la fachada. Flanqueándolo se encuentran los salones azul y blanco. En el centro, sirviendo como un pasillo que une los salones de Estado se encuentra la Galería de Arte, donde cuelgan obras de Rembrandt, Antón Van Dyck, Rubens y Vermeer. El salón del trono y el salón verde también dan hacia la galería. El salón verde sirve de antesala al salón del trono siendo parte de la ruta ceremonial hacia el salón de trono desde el salón de la guardia, en la parte alta de la gran escalera. El salón de la guardia contiene una gran estatua de mármol del príncipe Alberto con uniforme romano. Estos salones son usados únicamente en ceremonias de estado y oficiales.

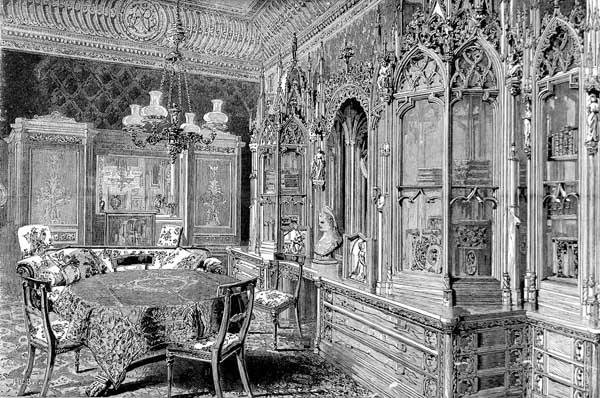
El salón de música.

Justo debajo de la zona de estado se encuentran unas salas conocidas como semi-estatales. Se abren al hall de mármol y se usan en actos menos formales tales como las audiencias privadas. Algunos fueron nombrados y decorados para visitas particulares como el «Salón 1844», creado en el año de la visita del zar Nicolás I de Rusia. En el centro de esta suite se encuentra la Sala del Arco, a través del cual pasan todos los años miles de ciudadanos para las fiestas que da la reina en los jardines de palacio. La reina utiliza una serie de salas privadas en el ala norte.
Entre 1847 y 1850, cuando Blore se encontraba construyendo el ala este, el Pabellón Brighton era su referencia, por lo que muchos de los salones de esa nueva ala están decorados en un estilo oriental. El comedor rojo y azul chino está decorado con muebles del salón de banquetes de Brighton y de la sala de música, pero tiene una chimenea, también de Brighton con un diseño indio en vez de chino. El salón Amarillo tiene un mural del siglo XVIII que fue sustituido en 1817 por el salón de Brighton y la chimenea de este cuarto es una visión europea de cómo sería su equivalente en China. En el centro de esta ala se encuentra el famoso balcón con las puertas de cristal del salón central por detrás. Esta sala está hecha en un estilo chino siguiendo el gusto de la reina María a finales de los años 1820. Atravesando la zona noble del ala este se encuentra una galería inmensa, conocida modestamente como el pasillo principal. Tiene puertas y paredes de espejo reflejando pagodas de porcelana y otros elementos decorativos orientales. El comedor chino y la sala amarilla se encuentran al final del pasillo y la sala central se encuentra, obviamente en el centro.
Las visitas de jefes de Estado, hoy en día se alojan en una suite conocida como suite belga, que se encuentra en el primer piso del ala norte. Estos cuartos fueron decorados para el tío del príncipe Alberto, Leopoldo I de Bélgica. El rey Eduardo VIII vivió en estas dependencias durante su corto reinado.

## Ceremonias

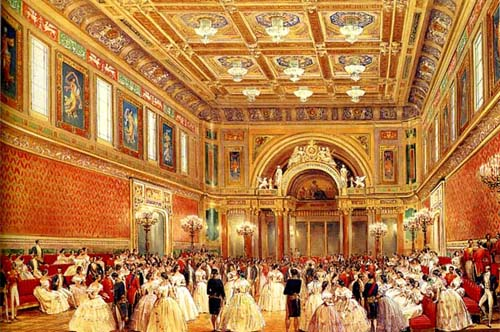
El salón del baile es el más grande de Buckingham. Lo construyó la reina Victoria y actualmente se usa para ceremonias y cenas de gala. el cuadro data de 1856. El color policromado de la escena fue reemplazado por una decoración en tonos blancos con tintes dorados y rojos.

Durante el reinado actual, las ceremonias de la corte han experimentado un cambio radical y la entrada al palacio no está reservada simplemente a la clase alta. Se han abolido los vestidos formales de la corte. En otros reinados, los hombres que no llevaran uniforme militar debían ponerse un traje especial del siglo XVIII. Por las noches, las mujeres debían llevar trajes con cola y tiaras en la cabeza. Esta rigidez de vestuario se mantuvo hasta la Primera Guerra Mundial, cuando la reina María decidió seguir la moda acortando su falda. Previamente, había solicitado a una dama de corte que cortara la falda para ver la reacción de su marido. El rey Jorge V se horrorizó y la falda de la reina se mantuvo fuera de la moda. Jorge VI e Isabel eran más seguidores de la moda y se permitió vestir las faldas del momento.
En 1924, el primer ministro laborista Ramsay MacDonald fue el primer hombre recibido por un monarca dentro del palacio llevando traje; sin embargo, era una concesión especial. Los trajes de noche se mantuvieron como obligatorios hasta la Segunda Guerra Mundial.
Actualmente, la mayoría de hombres invitados a Buckingham llevan traje de chaqueta por el día y por la noche, dependiendo de la ocasión llevan corbata negra o blanca. Si la ocasión es de corbata blanca, las mujeres, si la poseen, deben ponerse tiara aunque no haya un código de vestimenta establecido.
Uno de los mayores cambios se produjo en 1958 cuando la reina abolió las presentaciones en sociedad. En estas presentaciones en sociedad se presentaba a las jóvenes aristócratas a la monarca. Tenía lugar en el Salón del Trono. Las señoritas entraban y hacían una reverencia, luego se desplazaban hacia atrás realizando una coreografía con las colas de su vestido (que tenía una longitud determinada) y repetían la reverencia ante la reina. La princesa Margarita llegó a decir: «tuvimos que ponerle fin, todas las fulanas de Londres estaban participando en ellas».
La ceremonia era muy pomposa y la reina decidió eliminarla por considerarla elitista y propia de la antigüedad. Fueron substituidas por fiestas de jardines, más frecuentes y a las que puede acudir un mayor espectro de la sociedad británica. El salón del trono se utiliza actualmente para visitas especiales a la reina como recientemente en su jubileo. Es en este salón donde se toman las fotografías de las bodas reales.
Las investiduras, en las que se incluyen los nombramientos de caballeros, con la tradicional imposición de la espada se celebran en el Salón de Baile victoriano, construido en 1854. Con unas dimensiones de 37 por 20 metros, es la mayor sala del palacio. Ha reemplazado al salón del trono en importancia y uso. Durante las investiduras, la reina no se sienta en el trono, permanece de pie frente a la tarima, bajo un gran pabellón de terciopelo abovedado denominado shamiana o baldachin que fue usado en la coronación de Jorge V como emperador en el Durbar de Delhi en 1911. Una banda militar toca en la galería de los músicos mientras los que reciben las condecoraciones se acercan a la reina y reciben sus honores, siendo vistos por sus familiares y amigos. Los Beatles fueron los primeros artistas no consagrados en recibir honores.

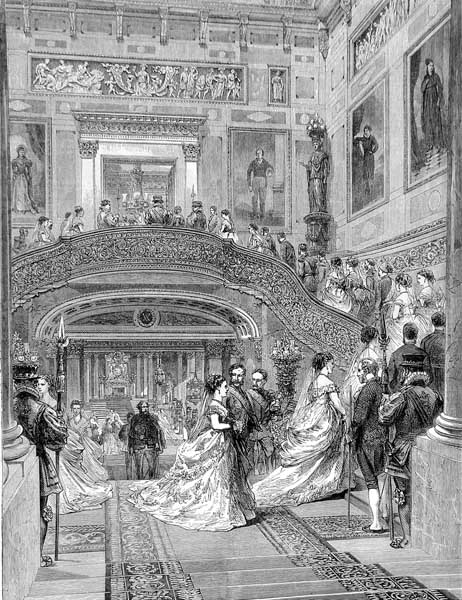
Dibujo de 1870 mostrando a invitados subiendo por la gran escalinata.

Los banquetes de gala también tienen lugar en el salón de baile. Estas cenas tienen lugar la primera noche de estancia de los jefes de Estado visitantes. En esas ocasiones, acuden más de 150 invitados con corbata blanca y las mujeres con tiaras. La cena se sirve en vajilla de oro. La mayor y más formal recepción que tiene lugar en el palacio de Buckingham es en noviembre, cuando la reina recibe al cuerpo diplomático residente en Londres. En esta ocasión se utilizan todos los salones de estado, ya que la familia real los atraviesa todos iniciando una procesión a través de las grandes puertas norte de la galería de pintura. Tal y como había planeado Nash, las puertas con espejos se mantienen abiertas reflejando la luz de las lámparas de cristal dando una sensación de luz y de espacio.
Otras ceremonias más pequeñas tienen lugar en el Salón 1844. Allí se celebran almuerzos y a veces encuentros. Otros almuerzos más grandes tienen lugar en el salón abovedado de la música, o en el comedor de estado. En todas las ocasiones formales los empleados visten una vestimenta especial.
Desde el bombardeo de la capilla en la Segunda Guerra Mundial, las celebraciones litúrgicas familiares tienen lugar en el salón de música. Los tres primeros hijos de la reina fueron bautizados allí, en una fuente dorada especial. El príncipe Guillermo fue bautizado en el mismo salón pero su hermano en la capilla de San Jorge de Windsor.
Las mayores ceremonias del año son las fiestas de jardín, donde llegan a congregarse 9 mil personas tomando té y sándwiches. Una vez llegados los invitados, suena el himno nacional y sale la reina desde el salón del arco. Va pasando a través de los invitados saludando a unos invitados previamente seleccionados e invitándoles a una zona especial para tomar té. Si los invitados no tienen la suerte de tener un encuentro con la reina, al menos tienen la satisfacción de admirar los jardines.

## Seguridad
La seguridad en el palacio es muy alta, pero destacan los importantes fallos que ha tenido. Como medida de seguridad no hay ningún plano moderno detallado de la distribución del palacio. La guardia real que se sitúa en la parte frontal del palacio actúa normalmente en ceremonias. No obstante, su función principal es la seguridad. En el palacio también hay una comisaría de policía y los miembros de la familia real poseen guardaespaldas propios. Otras medidas de seguridad no han sido reveladas. En un radio de 1.2 kilómetros se encuentran tres cuarteles.

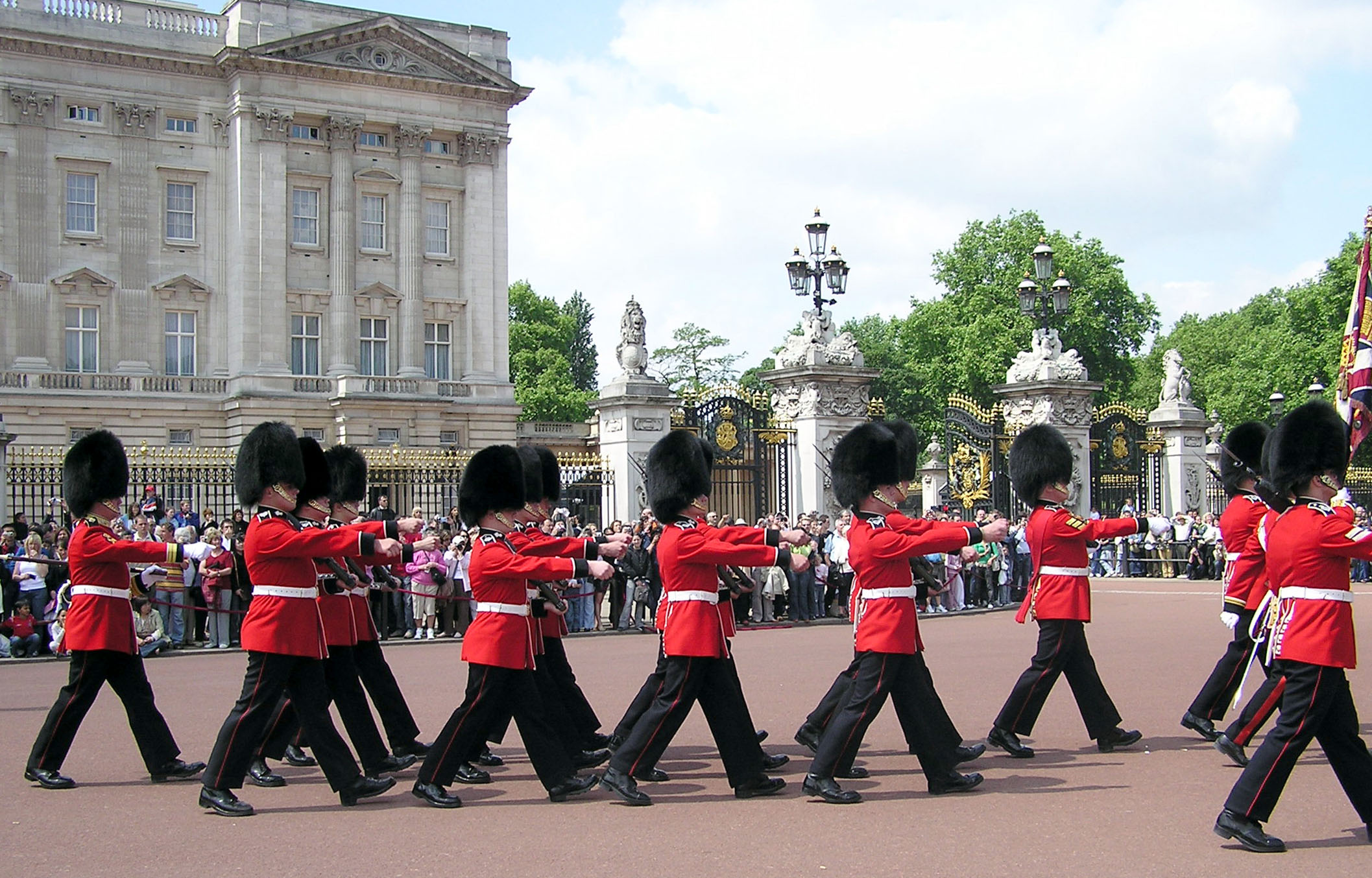
Cambio de guardia.

Durante la Segunda Guerra Mundial se colocó una alarma antibombardeos y más recientemente se construyó un búnker en respuesta a la amenaza terrorista. Algunos rumores establecen que el búnker está conectado con la línea victoria de la red de metro, que pasa al lado del palacio, para permitir una evacuación de la familia real en caso de un ataque nuclear. No obstante este punto no ha sido confirmado.
El incidente más notorio ocurrió en 1982 cuando Michael Fagan accedió al dormitorio de la reina mientras esta dormía. En 2003 un reportero del Daily Mirror, estuvo trabajando durante dos semanas como mayordomo en Buckingham. Una de las referencias que incluyó en su curriculum vitae era falsa y, según parece, no fue comprobada. El incidente coincidió con una visita del presidente de Estados Unidos, George W. Bush al Reino Unido. Bush residía en el palacio y el Daily Mirror publicó fotos de su dormitorio así como de la mesa de desayuno de la reina y del cuarto del Duque de York. Las fotos no muestran nada más interesante que el hecho de que la reina guarde sus cereales en un Tupperware y sus hijos tengan un gusto convencional en la decoración de los muebles de su habitación. El palacio llevó al periódico a los tribunales acusándolo de violación de la intimidad y el periódico devolvió el material y pagó las costas del juicio.

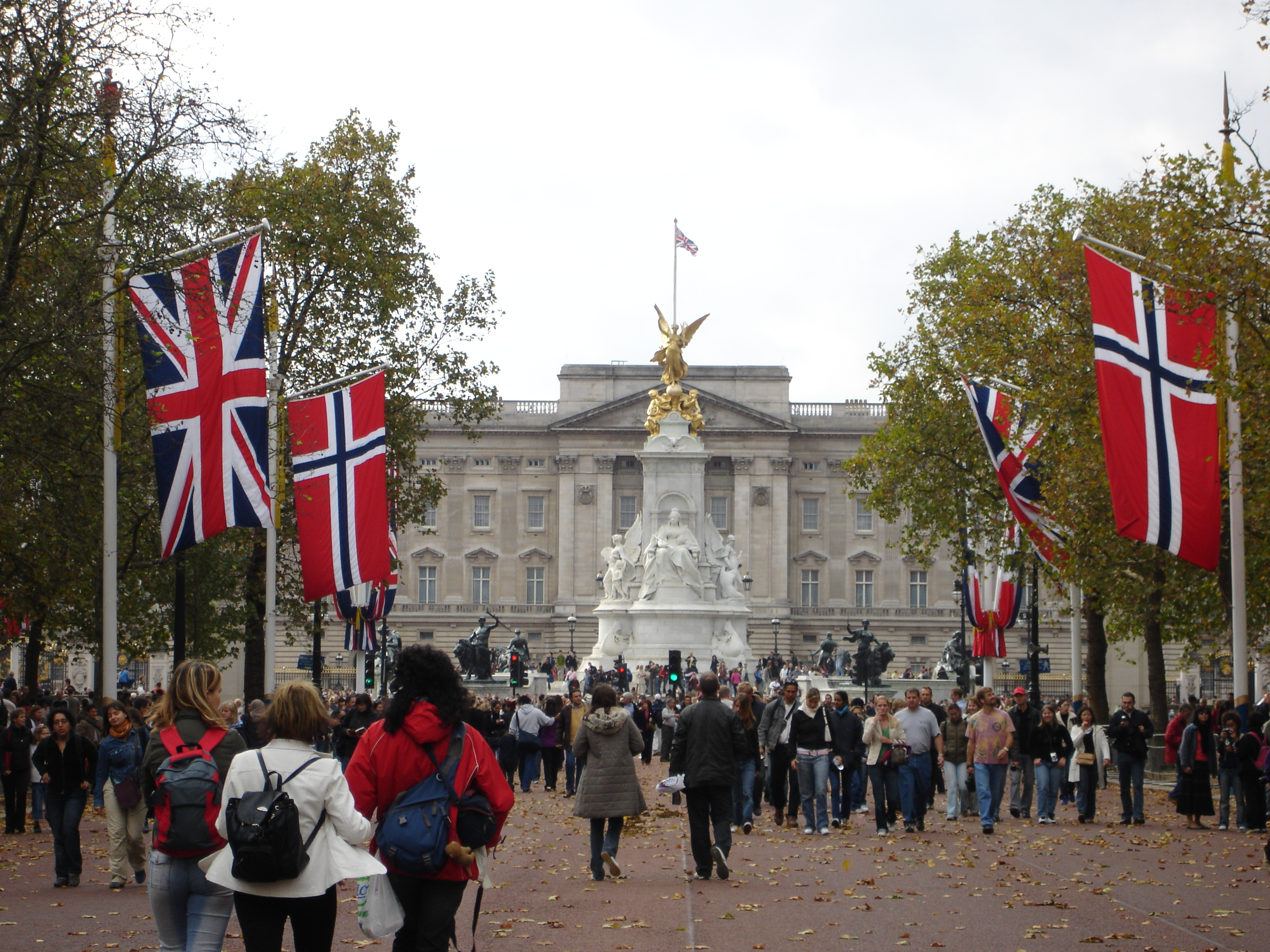
Acceso al palacio.

La mayoría de fallos de seguridad han tenido lugar fuera del palacio. En 1981, tres turistas alemanes acamparon en los jardines del palacio después de haber escalado la valla, supuestamente pensando que estaban en Hyde Park. En 1993, manifestantes antinucleares escalaron los muros del palacio y se sentaron en la explanada del mismo. En 1994, un paracaidista desnudo aterrizó en el techo del palacio.

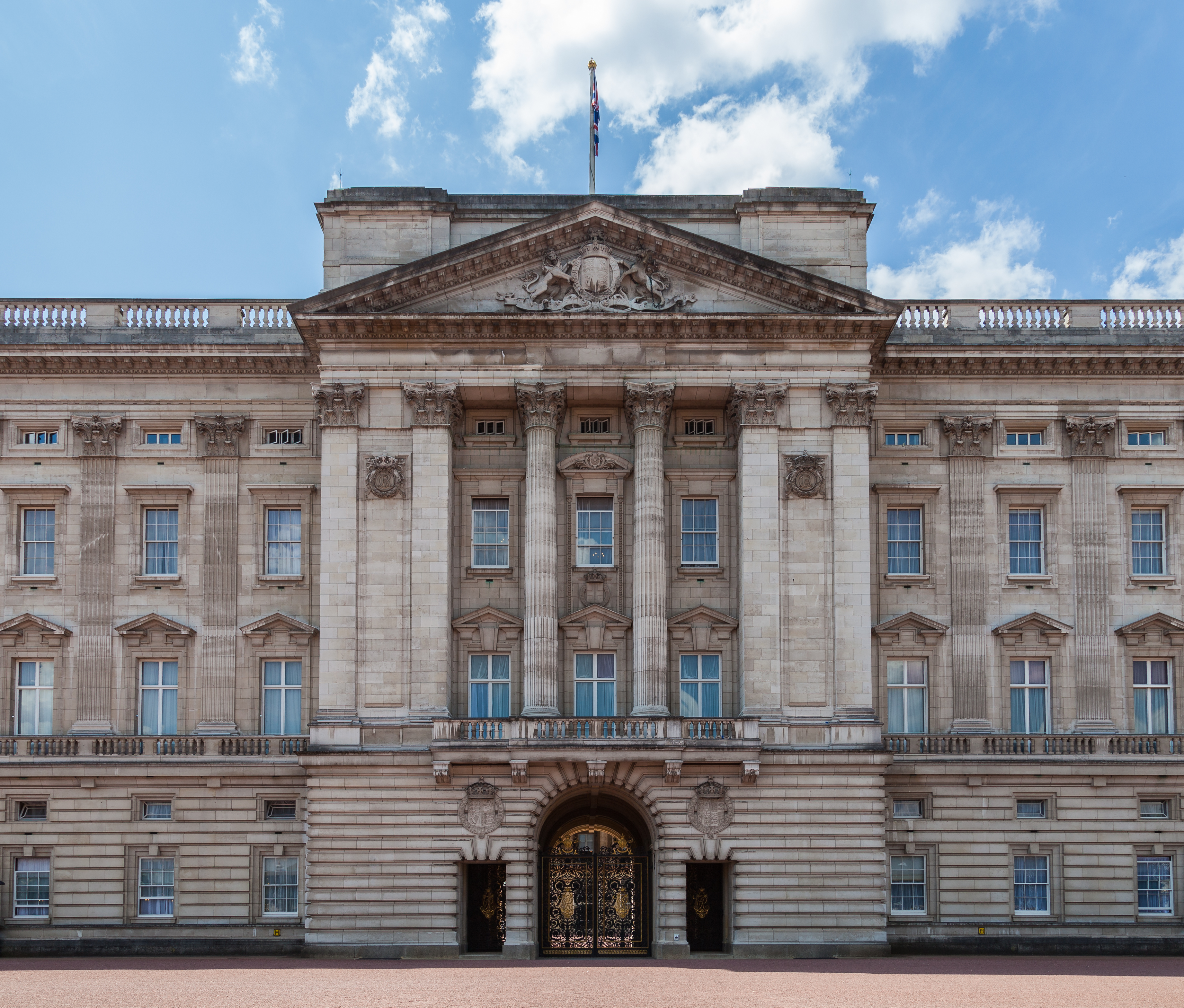
Entrada del palacio.

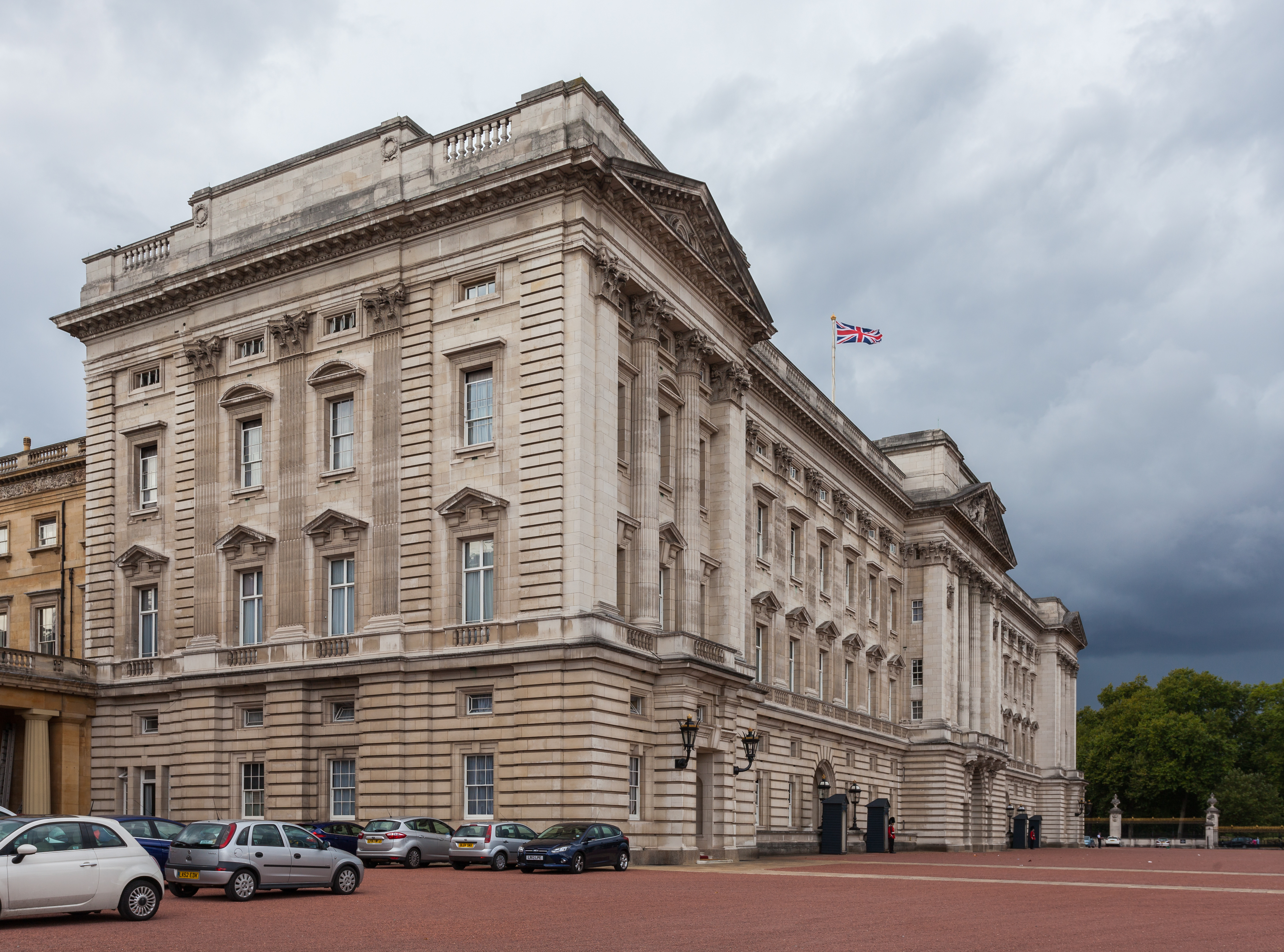
Vista oblicua del palacio.

Más recientemente, en 2004, un padre divorciado trepó hasta una columna cerca del balcón ceremonial disfrazado de Batman. Otro de los manifestantes, esta vez disfrazado de Robin, fue cogido antes de escalar. Volvió en noviembre disfrazado de Papá Noel y se encadenó en una de las puertas principales.
Históricamente ha habido importantes fallos de seguridad. Probablemente la más increíble ocurrió en 1837 cuando un chico de 12 años intentó vivir durante un año en el palacio sin ser detectado. Como se escondía en las chimeneas, ensuciaba las camas donde dormía y de esta forma pudo ser aprehendido. De los ocho intentos de asesinato de la reina Victoria, por lo menos tres ocurrieron en las cercanías de las puertas del palacio. Durante toda su historia se ha interceptado a mucha gente por los terrenos del palacio, incluido uno que quería proponer matrimonio a la princesa Ana y que fue declarado enfermo mental.

## Uso y acceso público
Aparte de ser la residencia del rey, el palacio es el lugar de trabajo de 450 personas. Todos los años, unas 50 mil personas son recibidas en las fiestas de jardines, recepciones, audiencias y banquetes. En Buckingham también se lleva a cabo el cambio de guardia, una ceremonia diaria en verano y cada ciertos días en invierno. En 2003, con ocasión del 50 aniversario del reinado de Isabel II del Reino Unido, miles de británicos fueron invitados a un concierto de pop y de música clásica en los jardines del palacio. En ambos, se ofreció champán y un pícnic.
La apertura festival de los salones nobles del palacio al público supuso un gran cambio con respecto a los años 90. El dinero recolectado de las entradas se utilizó en un primer momento para la reconstrucción del Castillo de Windsor que había ardido. Todos los veranos, en los meses de agosto y septiembre se abre el ala occidental al público. Unos 200 trabajadores, sobre todo estudiantes, se emplean en este tiempo. La ruta del año 2006 fue cambiada por razones de presentación y de seguridad.
Contrariamente a la opinión popular, el palacio no es propiedad del rey. Buckingham, Windsor y las colecciones de arte (Royal Collection) son propiedad de la nación. Las colecciones de arte pueden ser visitadas en determinadas fechas del año.

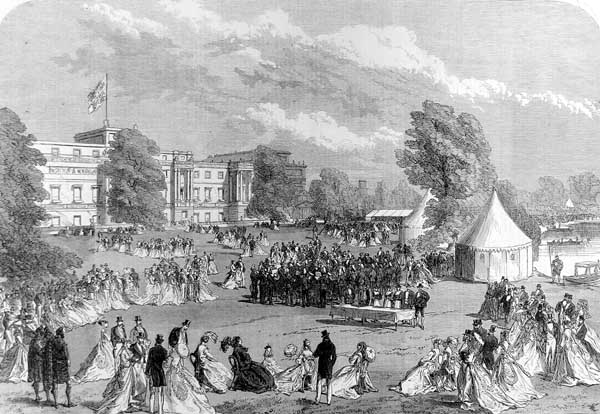
Fiesta en el jardín (1868).

La alameda (The Mall), es el camino ceremonial de acceso al palacio. Se extiende desde el arco del ministerio de la marina y discurre alrededor del monumento de Victoria hasta acceder a los terrenos del palacio. El color rojizo del pavimento recuerda a las alfombras rojas que se desplegaban en épocas anteriores. Esta ruta es la que utilizan las caravanas de los jefes de Estado en visita al Reino Unido y también por la familia real en celebraciones de Estado como la apertura del parlamento. En estas ocasiones, las caravanas discurren a través del Arco del Ministerio de la Marina y recorren el Mall que previamente ha sido cerrado al tráfico, creando casi siempre un caos de tráfico en la ciudad.
En los alrededores del palacio se encuentran sus jardines. Son los jardines privados más grandes de Londres. El paisaje fue diseñado por Capability Brown aunque más tarde sería rediseñado. El gran lago artificial se complete en 1828 y se nutre de agua proveniente de la Serpentine. Como el propio palacio, el jardín está lleno de obras de arte. Una de las más importantes es el Vaso de Waterloo, una gran urna creada por Napoleón para celebrar su victoria anticipada, que fue entregada sin finalizar en 1815 a Jorge IV. El rey mandó terminar la obran pensando colocarla en la sala Waterloo del Castillo de Windsor, pero el peso (15 toneladas) hacía imposible colocarlo en un edificio.
Adyacentes al jardín se encuentran las Cocheras Reales, donde se guardan los carruajes, incluido el carruaje dorado. Este carruaje de estilo rococó fue diseñado en 1760. se utilizó por primera vez en la apertura del parlamento en 1762 y solo se usa en coronaciones o aniversarios.
Ahora existe la opción de visitar las habitaciones del Palacio.

## Banderas

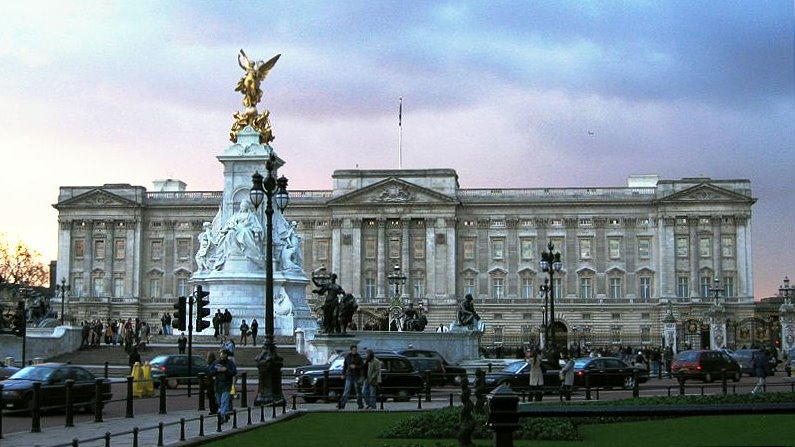
Buckingham y el monumento a la reina Victoria.

Las banderas del Palacio de Buckingham varían de acuerdo con los movimientos de la corte y la tradición. El Sargento de las Banderas del rey es la persona encargada de todas las banderas que ondean en el palacio. Hasta 1997 la única bandera que ondeaba era el estandarte real, la bandera oficial del soberano británico que ondeaba cuando el soberano estaba en el palacio. Incluso en tiempos de luto, el estandarte no ondea a media asta. Cuando únicamente ondea otra bandera en palacio es en caso del fallecimiento del monarca, que es cuando se alzará la del nuevo rey. En 1952, se elevó el estandarte de la reina madre porque la heredera al trono aún se encontraba en Clarence House.
Esta tradición cambió en 1997, tras la muerte de la princesa Diana de Gales, ya que hubo un gran descontento popular porque la bandera no ondeó a media asta. La reina se encontraba en ese momento en el castillo de Balmoral, razón por la cual no había bandera alguna ondeando en palacio. Pero, en respuesta a la opinión pública, la reina ordenó romper el protocolo y acto seguido se colgó la Union Jack a media asta hasta el día del funeral. Desde ese momento, la bandera oficial del soberano británico ondea cuando está en el palacio y es la bandera del Reino Unido la que está izada cuando no se halla en él. En los casos de fallecimiento de miembros de la familia real o en desgracias nacionales, la bandera cuelga a media asta.

## El palacio hoy en día

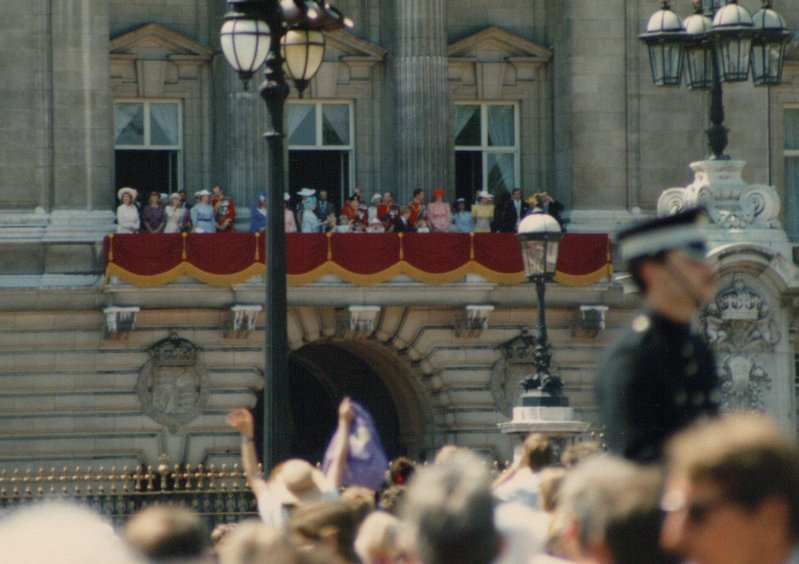
Familia real en el balcón del Palacio de Buckingham.

Previo a la pandemia de COVID-19, en el palacio residían la reina Isabel II y el príncipe Felipe de Edimburgo, además de los condes de Wessex. También se encuentra en él la oficina real. Comparado con otros castillos y palacios británicos, Buckingham es relativamente nuevo, aunque simboliza la monarquía británica. Al final de las guerras mundiales, importantes grupos de gente se agolpaban bajo el balcón real. Se estima que un millón de personas se acercó a Buckingham en el 50.º aniversario de la coronación de la reina. Dentro de esas celebraciones, el guitarrista Brian May tocó el himno real británico "God Save The Queen" desde lo alto del palacio.
El rey Carlos III ha preferido mantener su residencia en Clarence House.

## Curiosidades
En julio de 2021, por primera vez en su historia, Isabel II abrió al público los jardines del palacio para que los visitantes pudieran pasearse por los mismos, hasta el 19 de septiembre de 2021.